# Michaela Khýrová
Michaela Khýrová (* 3. Februar 2000 in Hradec Králové) ist eine tschechische Fußballspielerin; seit 2019 spielt sie für die A-Nationalmannschaft.

## Karriere

### Vereine
Khýrová spielte im Seniorinnenbereich bereits im Alter von 18 Jahren für die Frauenfußballmannschaft von Sparta Prag in der höchsten Spielklasse, der I. liga žen. Als Leihspielerin bestritt sie in der Rückrunde der Saison 2018/19 acht Punktspiele für den Ligakonkurrenten FK Dukla Prag, in denen ihr fünf Tore gelangen. Nach Ende der Leihfrist und nach Prag zurückgekehrt spielte sie von 2019 bis 2024 für den Stadtrivalen Slavia Prag und gewann mit ihm am Saisonende mit der Meisterschaft sogleich ihren ersten Titel. Dieser wurde 2022, 2023 und 2024 dreimal in Folge wiederholt und um zwei Pokalsiege 2023 und 2024 erweitert. Während ihrer Zugehörigkeit wurde sie in 74 Punktspielen eingesetzt, in denen ihr 24 Tore gelangen.
Am 1. Juli 2024 wurde ihre Verpflichtung auf der Website des Ligakonkurrenten Sparta Prag offiziell. Ihr Pflichtspieldebüt erfolgte zum Saisonstart am 18. August 2024 beim 5:0-Sieg im Auswärtsspiel gegen die Frauen des FK Pardubice, in dem es ihr vorbehalten war, die 1:0-Führung in der fünften Minute zu erzielen. In elf von 14 Punktspielen der regulären Saison erzielte sie neun Tore und blieb mit ihrer Mannschaft bei einem Remis ungeschlagen. In der sich anschließenden Meisterrunde kam sie zweimal zum Zuge und erzielte erneut zwei Tore.

### Nationalmannschaft
Khýrová debütierte für den FAČR in der Nationalmannschaft der Altersklasse U15, für die sie in vier Länderspielen Berücksichtigung fand. Ihr erstes bestritt sie am 22. März 2015 beim 4:2-Sieg über die U15-Nationalmannschaft Polens und erzielte prompt ihr erstes Länderspieltor mit dem Treffer zum Endstand in der 45. Minute. Drei Tage später gelang mit 3:1 der zweite Sieg. Dies gelang ihrer Mannschaft jedoch nicht in den beiden Freundschaftsspielen gegen die U15-Nationalmannschaft Deutschlands; nach der 0:3-Niederlage am 2. Juni 2015 in Domažlice folgte am 4. Juni 2015 an selber Stätte eine 0:7-Niederlage.
Für die U17-Nationalmannschaft kam sie bereits vor den beiden Begegnungen mit Deutschland vom 20. bis 23. Februar 2015 in drei Länderspielen im Rahmen des UEFA Development Tournaments in Irland gegen die U17-Nationalmannschaften Irlands (2:0), Dänemarks (0:3) und Österreichs (1:0) zum Einsatz. Nach dem zweimaligen Kräftemessen mit der U17-Nationalmannschaft Ungarns (4:0, 0:1), kam sie in ihren ersten drei EM-Qualifikationsspielen zum Einsatz. Vom 19. März 2016 bis zum 8. Mai 2017 kam sie in weiteren 21 Länderspielen zum Einsatz, davon jeweils drei bei den Europameisterschaften 2016 (Gruppe B) und 2017 (Gruppe A). Vom 18. Oktober 2017 bis zum 4. September 2019 bestritt sie 14 Länderspiele für die U19-Nationalmannschaft, in denen ihr vier Tore gelangen.
In der A-Nationalmannschaft debütierte sie am 7. November 2019 in Baku beim 4:0-Sieg über die Nationalmannschaft Aserbaidschans im dritten Spiel der EM-Qualifikationsgruppe D.
Es war ihr erstes von (bislang) zehn EM-Qualifikationsspielen (bis zum 3. Dezember 2024) Sie kam ferner in zwei WM-Qualifikationsspielen zum Einsatz, in denen ihr jeweils ein Tor gelang. Am 5. März 2020 bestritt sie ihr einziges Spiel bei der Teilnahme ihrer Mannschaft am Turnier um den Zypern-Cup 2020 (1:1 vs. Finnland). Im Turnier um den SheBelieves Cup 2022 bestritt sie alle drei Spiele und erzielte im zweiten Spiel am 21. Februar in Carson, bei der 1:2-Niederlage gegen die Nationalmannschaft Islands, das Tor zum Endstand in der 85. Minute; es war zugleich ihr erstes A-Länderspieltor. Auch im Turnier um den Cup of Nations 2023 in Australien wurde sie an allen drei Spielorten eingesetzt.
Im Wettbewerb der UEFA Women’s Nations League kam sie bei der Premiere 2023 in allen sechs Spielen der Gruppe B4 sowie 2025 in fünf Spielen der Gruppe B4 zum Einsatz. Am 12. November 2019 bestritt sie ihr erstes von (bislang) zehn in Freundschaft ausgetragenen Länderspielen; in der in České Budějovice ausgetragene Begegnung wurde ihre Mannschaft von der Nationalmannschaft Englands mit 3:2 bezwungen.

## Erfolge
- Tschechischer Meister 2020, 2022, 2023, 2024 (mit Slavia Prag)
- Tschechischer Pokalsieger 2023, 2024 (mit Slavia Prag)